# I Know There’s an Answer
Az I Know there's An Answer a The Beach Boys 1966-os dala, a Pet Sounds LP kilencedik száma, a zeneszerző és a producer Brian Wilson, a dalszöveget Terry Sachen és Mike Love szerezte. A szólóvokált Love, Alan Jardine és Wilson énekli.
A szám eredeti címe "Hang On To Your Ego" volt, ám mivel az együttes több tagja is attól tartott, hogy az eredeti cím és szöveg hallatán sokan az LSD-re asszociálhatnak, Mike Love és Terry Sachen, az együttes turnémedzsere átírta a szöveget, és új címet adott a dalnak. A dal témája az emberek énközpontúsága, és az, hogy sokkal hasznosabb életet is élhetnének (a rendszeres LSD-használat egyik leglényegesebb hatása a használó énképének elmosódása, hosszú távon pedig teljes feloldódása a "kollektív tudatban" – a drogzsargon ezt nevezi "egohalálnak").
A felvétel refrénjében olyan emberi füllel kivehetetlen hangfrekvencia szerepel, amit csak az állatok képesek érzékelni.

## Részletek
- Szerzők: Brian Wilson/Terry Sachen/Mike Love
- Album: Pet Sounds
- Hossz: 3:08
- Producer: Brian Wilson
- Instrumentális felvételek: 1966. február 9., Western Recorders, Hollywood, Kalifornia. Hangmérnök: Chuck Britz.
- Vokálfelvételek: 1966 február–március, Western Recorders, Hollywood, Kalifornia. Hangmérnök: Chuck Britz.

### Zenészek
- Alan Jardine: szólóvokál
- Jay Migliori: baritonszaxofon
- Brian Wilson: szólóvokál
- Lyle Ritz: basszusgitár
- Mike Love: szólóvokál
- Jim Horn: tenorszaxofon
- Julius Wechter: ütősök
- Barney Kessel: gitár
- Paul Horn: tenorszaxofon
- Hal Blaine: dob
- Bobby Klein: tenorszaxofon
- Steve Douglas: tenorszaxofon
- Larry Knechtel: orgona
- Al de Lory: zongora
- Tommy Morgan: harmonika
- Glen Campbell: bendzsó